# Distretto di Giridih
Il distretto di Giridih è un distretto del Jharkhand, in India, di 1 901 564 abitanti. Il suo capoluogo è Giridih.

## Monumenti e luoghi di interesse

### Shikharji

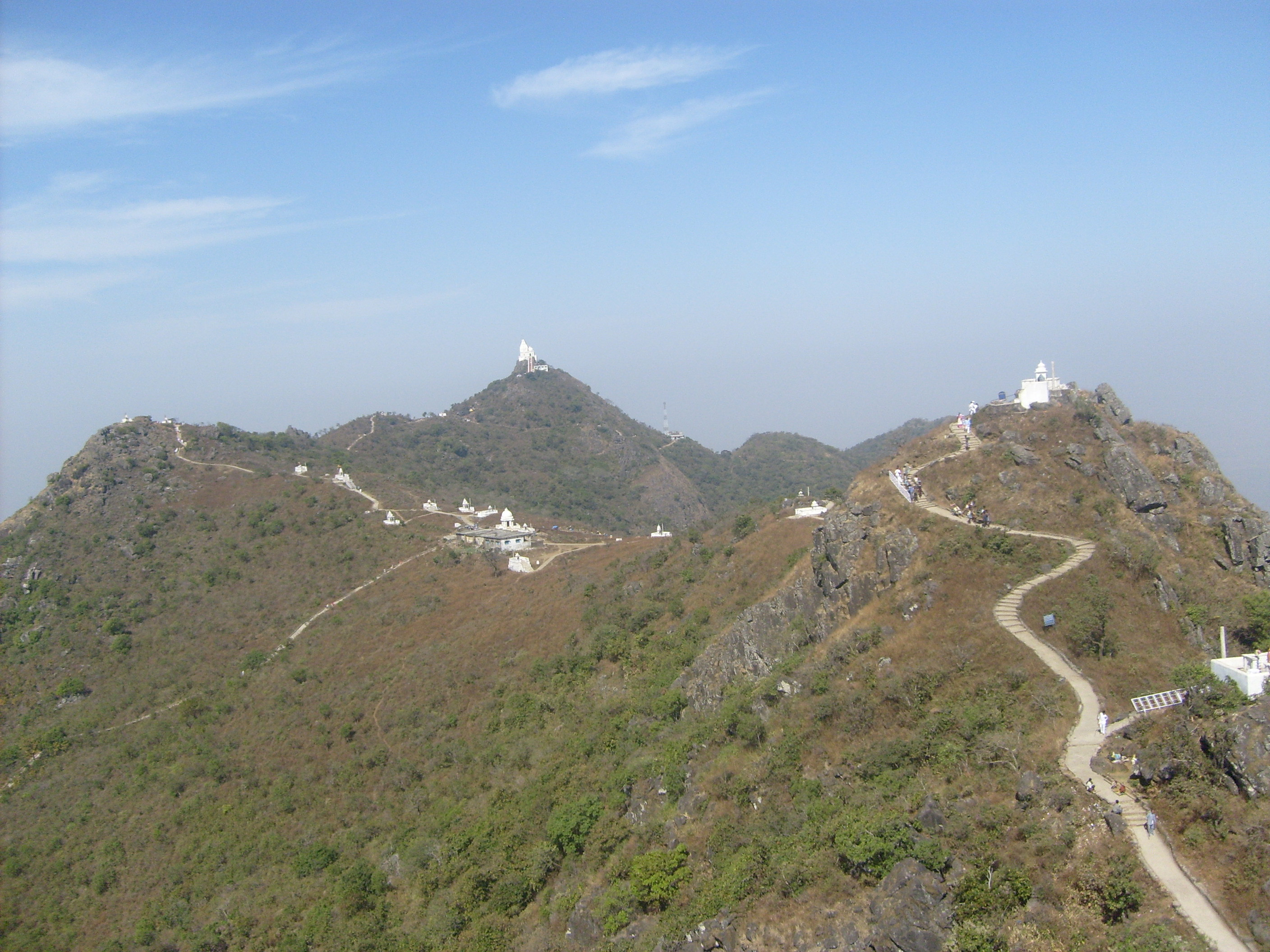
Shikharji

È la più alta montagna di tutto il Jharkhand e vi è situato uno dei più importanti templi gianisti.